# Artasiv, Jovkva
Artasiv (în ucraineană Артасів) este localitatea de reședință a comunei Artasiv din raionul Jovkva, regiunea Liov, Ucraina.

## Demografie
Componența lingvistică a localității Artasiv
     Ucraineană (100%)
Conform recensământului din 2001, toată populația localității Artasiv era vorbitoare de ucraineană (100%).